# Masurius Sabinus
Masurius Sabinus, auch Massurius Sabinus, war ein bedeutender römischer Jurist in der ersten Hälfte des 1. Jahrhunderts und Schüler des Gaius Ateius Capito. Er zählt zu den klassischen Rechtswissenschaftlern.
Unter Kaiser Tiberius wurde Sabinus – etwa 50-jährig – in den Ritterstand erhoben. Er war damit der erste bekannte Jurist aus dem Ritterstand, dem die Autorität verliehen wurde, aufgrund eingeräumten ius respondendi, Rechtsbescheide an des Kaisers Statt zu erlassen. Sein Hauptwerk sind die libri tres iuris civilis, eine kurzgefasste Darstellung des Zivilrechts, wohl noch ohne ein bestimmtes System. Dieser Grundriss errang beinahe gesetzesgleiche Autorität und wurde von den Juristen des 2. und 3. Jahrhunderts, Pomponius, Paulus und Ulpian ausgiebig kommentiert. Teile eines griechisch abgefassten Kommentars Ulpians zu Sabinus (enthalten in Ad (Masurium) Sabinum libri LI) sind in den Scholia Sinaitica enthalten. Etliche Textpassagen haben in die Kodizes Gregorianus, Hermogenianus und Theodosianus Einlass gefunden. Auch für die Verfassung von Monografien zu den Themen Adsessorii, De furtis liber oder Ad Vitellium libri, letztere hatte er dem Vater des späteren Kaisers Vitellius gewidmet, ist Sabinus bekannt geworden. Auch verstand er Recht originell zu verpacken, wie in den Memorialia („Denkwürdiges“).
Noch vor dem honoren Cassius Longinus, gilt Sabinus als das Haupt der Rechtsschule der Sabinianer (auch Cassianer genannt), die in Konkurrenz zur prokulianischen Rechtsströmung stand. Ebenso wie der politisch zurückhaltendere Labeo, Vertreter und möglicherweise Mitbegründer der antipoden prokulianischen Rechtsschule, wurde Masurius Sabinus häufig als Gewährsträger für Entscheidungen von grundlegender Bedeutung zitiert.
Masurius Sabinus wird neuerdings auch als Verfasser der drei pseudo-ovidischen Epistulae Sabini angesehen.